# Floridablanca (Pampanga)
Floridablanca è una municipalità di prima classe delle Filippine, situata nella Provincia di Pampanga, nella regione di Luzon Centrale.
Floridablanca è formata da 33 baranggay:
- Anon
- Apalit
- Basa Air Base
- Benedicto
- Bodega
- Cabangcalan
- Calantas
- Carmencita
- Consuelo
- Dampe
- Del Carmen
- Fortuna
- Gutad
- Mabical
- Maligaya
- Mawacat
- Nabuclod

- Pabanlag
- Paguiruan
- Palmayo
- Pandaguirig
- Poblacion
- San Antonio
- San Isidro
- San Jose
- San Nicolas
- San Pedro
- San Ramon
- San Roque
- Santa Monica
- Santo Rosario (Malabo)
- Solib
- Valdez